# Flikig skålmurkla
Flikig skålmurkla (Helvella fibrosa) är en svampart som tillhör divisionen sporsäckssvampar, ordningen skålsvampar och släktet hattmurklor (Helvella). Den är en liten hattmurkla med hymenium på 0,5-2 cm och en fot på 1,5-4 cm. Den kan förväxlas med andra liknande arter, bland annat med luden skålmurkla (Helvella macropus). Flikig skålmurkla brukar som en vägledning vara mörkare och mindre än luden skålmurkla, som är något större (hymenium 1-3 cm, fot 3-7 cm). Luden skålmurkla är också mer hårig än flikig skålmurkla.
Flikig skålmurkla förekommer i skogs- och jordbruksmark. Den växer på näringsrik mark och i mulljord. Fruktkropparna kommer upp under sommaren och hösten. Arten tros ha en vid utbredning världen över och den listas i Sverige som reproducerande och livskraftig.